# Parafomoria cistivora
Parafomoria cistivora is een vlinder uit de familie dwergmineermotten (Nepticulidae). De wetenschappelijke naam is voor het eerst geldig gepubliceerd in 1871 door Peyerimhoff.
De soort komt voor in Europa.